# Deftones
Deftones és una banda nord-americana de Metal alternatiu formada a Sacramento (Califòrnia) el 1988. Se'ls considera els precursors del gènere Nu Metal, juntament amb Korn. Els integrants del grup són Chino Moreno (vocalista), Stephen Carpenter (guitarrista), Abe Cunningham (baterista), Sergio Vega (baixista) i Frank Delgado (samplers).
El grup es va formar quan Stephen Carpenter, Abraham Cunningham i Camilo "Chino" Moreno van començar a tocar plegats al garatge de Carpenter. Durant els primers cinc anys, la formació de la banda va canviar diverses vegades, però es va estabilitzar el 1993 quan Cunningham es va unir després de la seva sortida el 1990, moment en el qual Chi Cheng era el baixista. La formació es va mantenir estable durant quinze anys, amb l'excepció del teclista i tocadiscs Frank Delgado, que es va unir a la banda el 1999.
Chi Cheng va ser substituït per Sergio Vega en morir el 2013 a causa d'una parada cardíaca, després d'haver quedat en coma el 2008 a causa d'un accident de trànsit.

## Discografia
| Any  | Títol                                      | Segell discogràfic                     | Comentaris     |
| ---- | ------------------------------------------ | -------------------------------------- | -------------- |
| 1995 | Adrenaline                                 | Maverick Records/Warner Music          | Àlbum d'estudi |
| 1997 | Around the Fur                             | Maverick Records/Warner Music          | Àlbum d'estudi |
| 1998 | Live (EP)                                  | Maverick Records/Warner Music          | Àlbum d'estudi |
| 2000 | White Pony                                 | Maverick Records                       | Àlbum d'estudi |
| 2001 | Back To School (Mini Maggit)(Maxi EP)      | Maverick Records/Warner Music          | Àlbum d'estudi |
| 2003 | Deftones                                   | Maverick Records                       | Àlbum d'estudi |
| 2005 | B-Sides & Rarities (Rareses, Covers + DVD) | Maverick Records/Warner Music          | Àlbum d'estudi |
| 2006 | Saturday Night Wrist                       | Rhino Entertainment / Maverick Records |                |
| 2008 | Eros                                       | Warner Bros. Records                   | Àlbum d'estudi |
| 2010 | Diamond Eyes                               | Reprise Records/WEA International      | Àlbum d'estudi |
| 2012 | Koi No Yokan                               | Reprise Records/WEA International      | Àlbum d'estudi |
| 2016 | Gore                                       | Reprise Records/WEA International      | Àlbum d'estudi |
| 2020 | Ohms                                       | Reprise Records/WEA International      | Àlbum d'estudi |
| 2025 | Private Music                              |                                        | Àlbum d'estudi |